# Авиационная группа ВКС России в Сирии
Авиационная группа ВКС России в Сирии — формирование (группа) Воздушно-космических сил Российской Федерации, созданное 30 сентября 2015 года для проведения военной операции в поддержку правительственных войск САР Башара Асада в войне как с террористической организацией «Исламское государство» так и с силам сирийской оппозицией.
26 августа 2015 года в Дамаске между Российской Федерацией и Сирийской Арабской Республикой было подписано соглашение о размещении ВКС России на территории Сирии. Соглашение было ратифицировано Госдумой 7 октября 2016 года, а 14 октября 2016 года Президент России Владимир Путин подписал Федеральном закон № 376-ФЗ. Согласно закону авиационная группа ВКС России могла размещаться на территории Сирийской Арабской Республики бессрочно.

## История
26 августа 2015 года в Дамаске между Российской Федерацией и Сирийской Арабской Республикой было подписано соглашение о размещении ВКС России на территории Сирии.

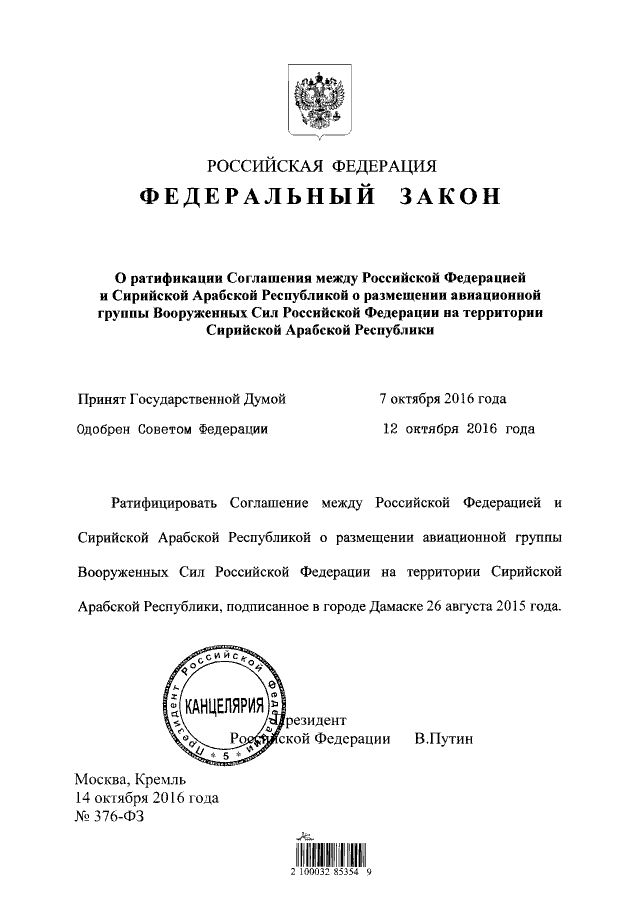
Федеральный закон № 376-ФЗ от 14 октября 2016 года

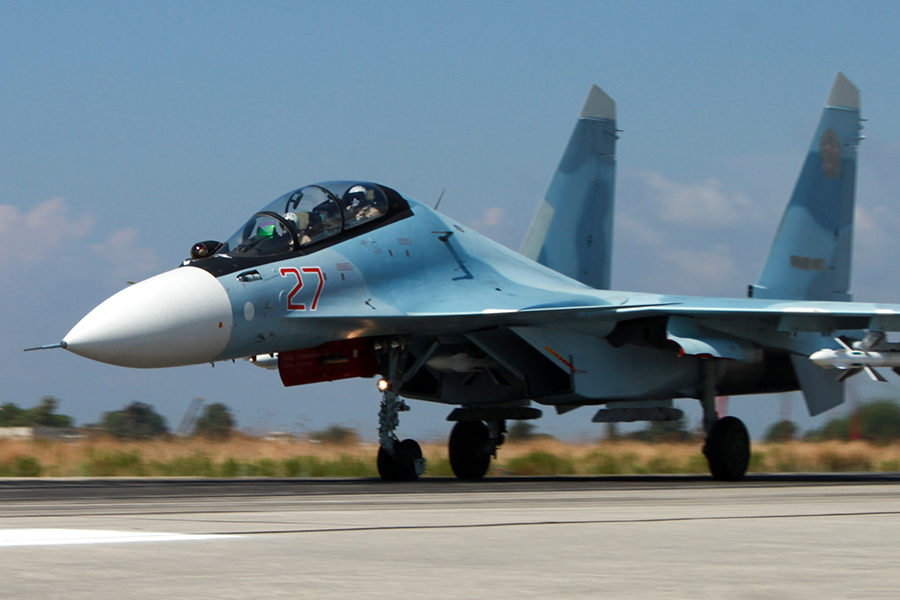
Су-30СМ в Латакии. 2015 год.

Авиационная группа была сформирована 30 сентября 2015 года на сирийской авиационной базе Хмеймим в районе Латакии. Базу полностью обеспечили материально-техническим имуществом из России. Сформировали группу смешанного состава: самолёты-истребители (Су-30СМ), фронтовые бомбардировщики (Су-24М и Су-34), штурмовики (Су-25СМ), а также транспортные вертолёты и вертолёты огневой поддержки, самолёты РЭР Ил-20М1 и Ту-214Р. Для решения некоторых задач был привлечён самолёт ДРЛОиУ А-50.
Помимо авиационной базы в Хмеймим в пользование авиационной группе были выделены аэродромы подскока Эш-Шайрат в провинции Хомс (35 км на юго-восток от г. Хомс) и Тияс в Пальмире. В декабре 2015 года в СМИ сообщалось о создании в Сирии второй полноценной российской базы, на аэродроме Эш-Шайрат. Однако российские власти опровергли эти заявления.
1 октября 2015 года в СМИ сообщалось, что охрану размещённой на авиабазе Хмеймим авиационной группы планировалось осуществлять подразделениями морской пехоты Черноморского флота, формированиями специального назначения и 7-й десантно-штурмовой (горной) дивизии ВДВ, однако позднее сведения об отправке подразделений ВДВ в Сирию опроверг генерал-полковник Владимир Шаманов.
В октябре 2015 года в восточной части Средиземного моря расположились корабли Оперативного соединения ВМФ России в качестве ПВО. В ноябре 2015 года была развёрнута объединённая сирийскими военными система ПВО. А после потери Су-24М 24 ноября 2015 было решено включить в состав объединённой ПВО один комплексы С-400, «Форт» и РЭБ «Красуха-4». Наведение российской авиации на объекты противников обеспечивали Силы специальных операций РФ.
В январе 2016 года в СМИ появилась информация о преобразовании в новую российскую авиабазу аэропорта Эль-Камышлы 37°01′43″ с. ш. 41°12′03″ в. д.. Курдские и турецкие СМИ сообщали о прибытии 16 января на территорию 154-й базы сирийской армии 100 российских военнослужащих под командованием некоего генерал-лейтенанта. Российские военные провели инспекцию аэропорта и окрестностей. 23 января британская газета The Times опубликовала информацию о прибытии 200 российских военных специалистов, начавших работы на ВВП аэропорта близ Эль-Камышлы. Эту информацию подтвердили источники издания в американской разведке.

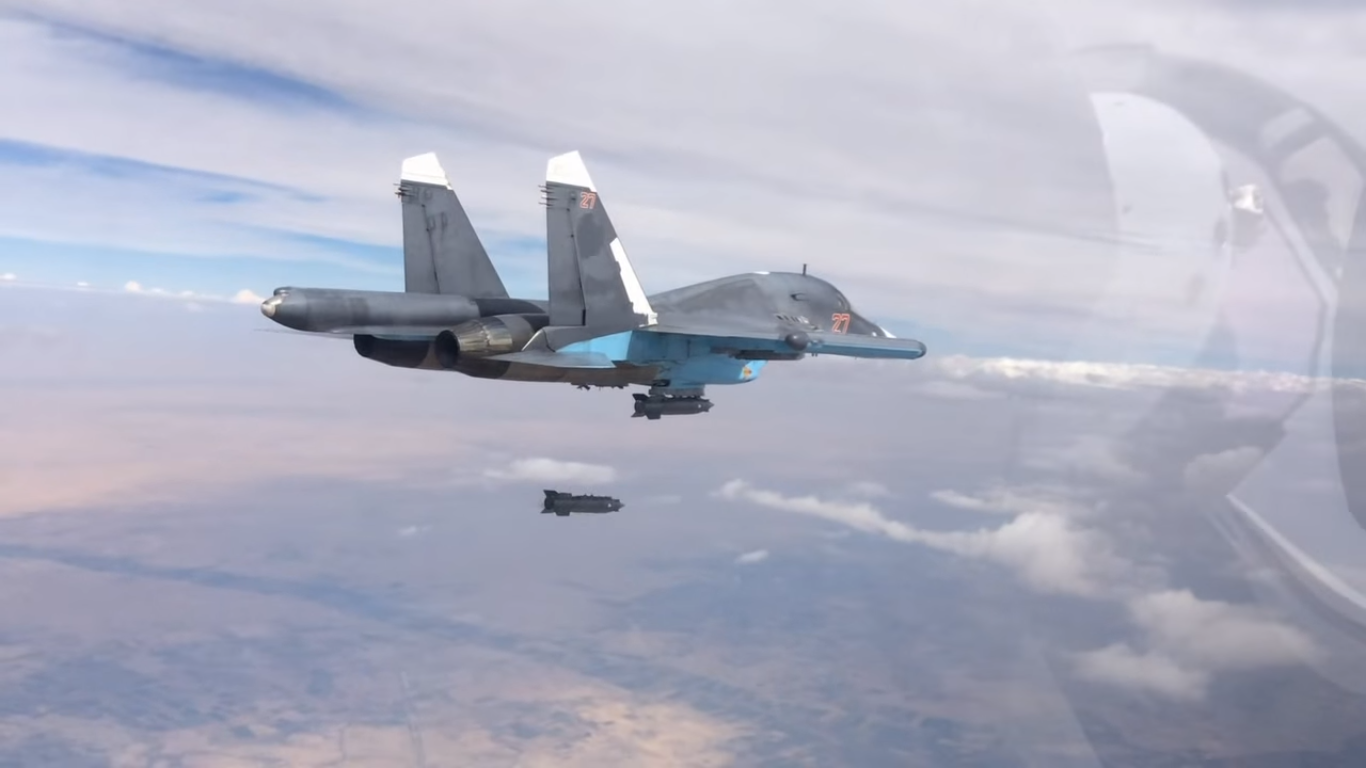
Су-34 наносит удар по позициям противника в Сирии (район Алеппо или Ракки) с помощью КАБ-500С — 560-килограммовой управляемой авиабомбы со спутниковым управлением.

По состоянию на начало 2016 года построение противовоздушной обороны авиабазы Хмеймим осуществлялось в четыре эшелона российскими и сирийскими средствами ПВО: дальние подступы к авиабазе охраняли российские зенитно-ракетные системы С-400 «Триумф» и С-200ВЭ «Вега»; на средних дистанциях — система С-300 «Форт» ракетных крейсеров «Москва» и «Варяг», находящихся у сирийского побережья, и сухопутный комплекс «Бук-М2Э»; зенитные комплексы малой дальности были представлены системами «Оса-АКМ» и С-125 «Печора-2М»; главные объекты — непосредственно аэродром и ЗРС С-400 — прикрывает ракетно-пушечный комплекс «Панцирь-С1». Охрану объектов авиабазы и безопасность дорожного движения осуществлял отряд военной полиции.

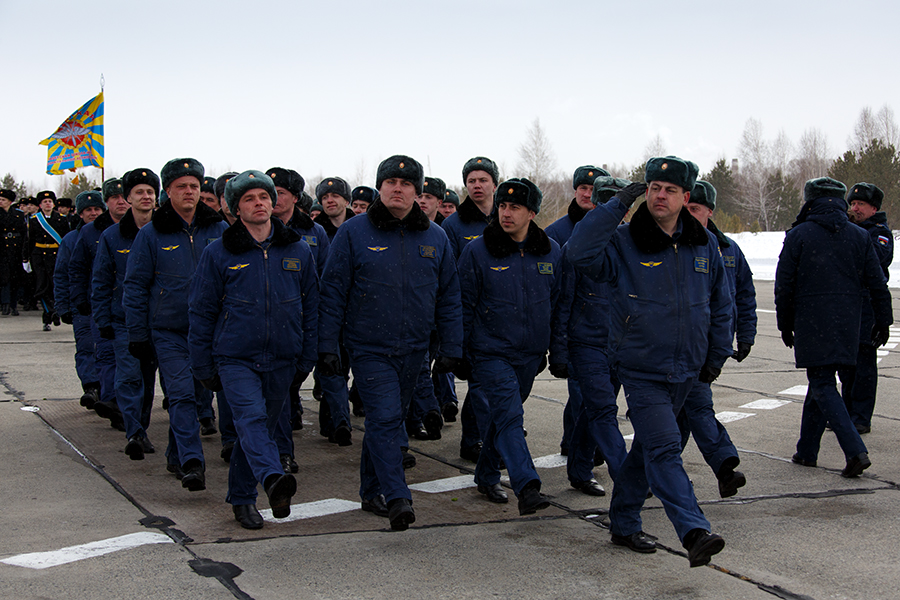
Прибытие экипажей фронтовых бомбардировщиков Су-24М с авиабазы Хмеймим в Сирии на аэродром Центрального военного округа

14 марта 2016 года Владимир Путин объявил о начале вывода части российской авиагруппировки из Сирии. В марте поэтапно из Сирии были вывезены российские авиационные части авиации, при этом на базе осталась эскадрилья бомбардировщиков Су-24М и истребители Су-30СМ и Су-35С. Одновременно с выводом ударной авиации на аэродром были перебазированы из России вертолёты Ми-28Н и Ка-52. При этом сама авиабаза ВКС России на аэродроме Хмеймим продолжила свою работу.
Лишь 7 октября 2016 года было ратифицировано ранее подписанное межгосударственное соглашение. А 14 октября 2016 года Президент России подписал Федеральном закон № 376-ФЗ, по которому авиационная группа ВКС России могла размещаться на территории Сирии бессрочно.
В начале 2017 года, после введения режима прекращения боевых действий с 30 декабря 2016 года, в Россию были перебазированы ещё 6 бомбардировщиков Су-24, а 17 января — 4 бомбардировщика.  К апрелю 2017 года, в общей сложности было выведено около половины российской авиагруппировки.
11 декабря 2017 года президент Российской Федерации Владимир Путин объявил о завершении боевых действий и отдал приказ Министру обороны Российской Федерации генералу армии Сергею Шойгу о выводе российской группировки из Сирийской Арабской Республики. Первые самолёты вернулись к местам базирования на территории России 12 декабря. Полностью вывод основной части авиагруппы был завершён к 22 декабря.
Тем временем сама авиабаза ВКС России Хмеймим продолжила работу.
В 2024 году в Сирии, в ходе стремительного наступления сил сирийской оппозиции, пал режим Башара Асада, которого долго время поддерживала Россия. Асад бежал в Москву, а в стране из было сформировано правительство переходного периода. В начале 2025 года Министр обороны сирийского правительства переходного периода Мурхаф Абу Касра заявил, что готовы сохранить российские военные базы, только если они будут отвечать интересам страны. Тем временем, по данным «Le Monde», после падения режима Асада Россия начала перевозить войска и оборудование с сирийских баз в Ливию, где российские войска принялись за реконструкцию ранее заброшенного аэродрома Маатен-эс-Сарра (недалеко от границы с Чадом и Суданом).
11 февраля 2025 года Минобороны Сирии не пропустило российский военный конвой на базу в Тартусе, вынудив его вернуться в Хмеймим после 8-часового ожидания.

## Промежуточные итоги боевой деятельности
Самолётами группы за период с 30 сентября 2015 по 15 января 2016 года выполнено более 10 тыс. вылетов и уничтожено более 30 тыс. объектов военной инфраструктуры ИГ и других военизированных группировок, среди которых:
| Пунктов управления и узлов связи, ед. | Лагеря подготовки террористов, ед. | Заводов по изготовлению вооружения и боеприпасов, ед. | Складов с боеприпасами и топливом, ед. | Опорных пунктов, ед. | Полевых лагерей и различных баз, ед. | Автоцистерны с нефтью, ед. |
| ------------------------------------- | ---------------------------------- | ----------------------------------------------------- | -------------------------------------- | -------------------- | ------------------------------------ | -------------------------- |
| 620                                   | 64                                 | 73                                                    | 384                                    | 817                  | более 800                            | около 3,000                |

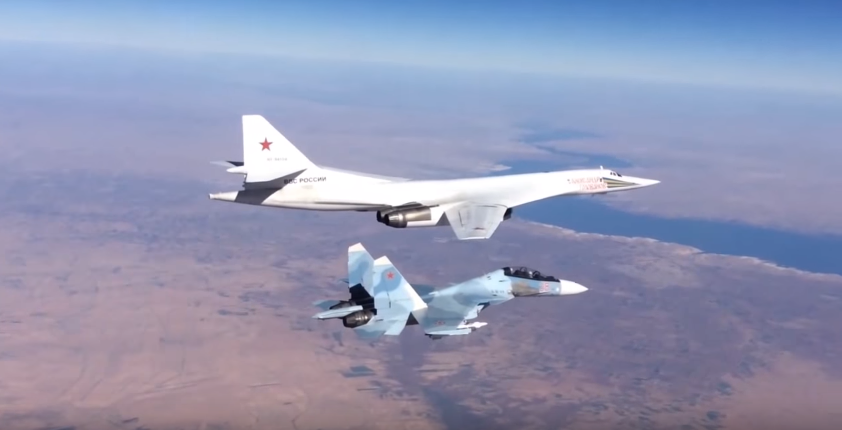

При поддержке авиационной группировки было освобождено (по состоянию на 15 июля 2016 года) более 586 населённых пунктов, общая площадь освобождённой территории превышает 12000 км²
На апрель 2017 года совершено более 23 тысяч боевых вылетов и нанесено около 77 тысяч ударов.
На момент завершения военной операции России в Сирии в декабре 2017 года президент России Владимир Путин сообщил, что всего лётчики авиационной группы совершили 34 тысячи боевых вылетов.

### Оценка эффективности боевых действий ВКС России иностранными специалистами
Высокая эффективность ведения боевых действий ВКС России в Сирии отмечена в секретном докладе НАТО, выдержки из которого были опубликованы в СМИ в феврале 2016 года. В докладе отмечено, что НАТО направила в Сирию гораздо больше самолётов, чем Россия, однако ВКС России показывают гораздо более высокий результат благодаря высокому мастерству и выучке лётчиков, а также мощности боевой техники. Аналитики альянса отметили, что именно российская операция заставила террористов ИГ покинуть оккупированные территории и отказаться от «демонстрации силы».
Аналитики министерства обороны США оценивали военную операцию России в Сирии как успешную, отмечая, что Россия может продолжать в Сирии операции на существующем уровне в течение многих лет.

## Состав группы
Состав группы с момента своего формирования претерпевал количественные и качественные изменения и в зависимости от выполняемых задач в неё входят (входили):
| Су-35С | Су-27СМ | Су-30СМ  | Су-34  | Су-24М   | Су-25СМ | Ми-8   | Ми-24   | Ка-52 | Ту-214Р | Ил-20M1 | Су-57 |
| ------ | ------- | -------- | ------ | -------- | ------- | ------ | ------- | ----- | ------- | ------- | ----- |
| 8      | 4       | ~12 (16) | 0 (12) | ~12 (34) | 0 (12)  | 4 (15) | 12 (15) | 4     | 0 (1)   | 1       | 4     |

C 17 ноября 2015 года авиационная группа была сведена в авиационную бригаду оперативного назначения и увеличена за счёт группировки, базирующейся на территории России.
| Ту-160 | Ту-95МС | Ту-22М3 | Су-34 | Су-27СМ | А-50 |
| ------ | ------- | ------- | ----- | ------- | ---- |
| 6      | 5       | 12 (14) | 8     | 4       | 1    |

Разведывательное сопровождение осуществляет самолёт Ил-20M1. С 16 февраля по 2 марта 2016 года в Сирии находился самолёт комплексной разведки Ту-214Р.
Для поддержки операции ВКС РФ в Сирии применялись самолёты ДРЛО и управления А-50. В марте 2016 года в Сирию были переброшены новейшие вертолёты Ми-28Н и Ка-52.
В ноябре 2016 года в Сирию были переброшены истребители МиГ-31 для прикрытия базы Хмеймим, а также для управления действиями авиации (частично заменяя собой самолёты А-50).
По сообщениям СМИ, в феврале 2018 года авиагруппа была усилена четырьмя истребителями нового поколения Су-57, четырьмя истребителями Су-35 и самолётом А-50.

### Применяемые средства поражения
| - Авиационные бомбы: - ФАБ-250 М-62 - ОФАБ-250-270; - РБК-250 - ФАБ-500 - КАБ-250 - КАБ-500-С - КАБ-500-КР - КАБ-1500 - БетАБ-500. | - Управляемые ракеты класса «воздух-поверхность»: - Х-25МЛ - Х-29Л; - Х-59МК2 - Х-35У - Х-101. - Х-555 - ПТУР: - «Вихрь-1М» |  |  |  |

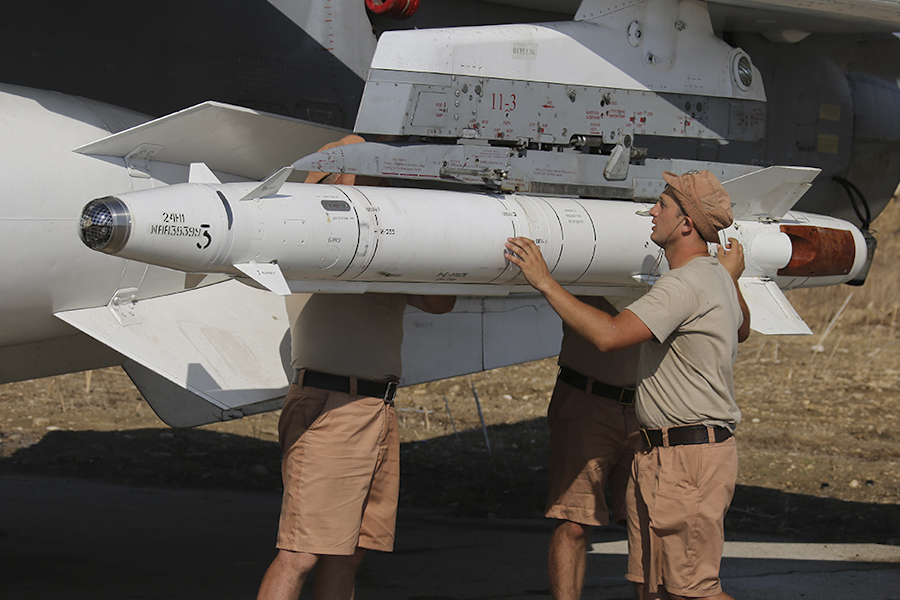
Подвеска Х-25МЛ. Хмеймим, Латакия, Сирия.

### Беспилотные летательные аппараты
В 2016 году отмечалось использование в Сирии семидесяти российских беспилотных летательных аппаратов, в числе которых:
- БПЛА «Форпост»[81];
- БПЛА Орлан 10[83];
- БПЛА Элерон-3[84];
- БПЛА «Пчела-1Т»[82];
- БПЛА «Дозор-100»[85];
- БПЛА «Орион»[86].

Российские БПЛА использовались в целях разведки и контроля обстановки.
Известны случаи потерь БПЛА российского производства. Так в июле 2015 года Элерон-3, и в октябре 2015 года в районе Алеппо сбит Орлан-10.

## Происшествия

### Нарушение госграницы Турции самолётами ВКС России 3—5 октября 2015
По данным турецких властей, в 12:08 3 октября 2015 года российский военный самолёт нарушил воздушное пространство Турции. На перехват были подняты два самолёта F-16S турецких ВВС. Заместитель министра иностранных дел Турции Ахмет Мухтар Гюн в связи с инцидентом вручил ноту послу РФ в Турции Андрею Карлову.
Министерство обороны России дало разъяснения в связи с инцидентом:

В субботу 3 октября, после завершения планового боевого полёта, при выполнении манёвра над горно-лесистой местностью для возвращения на аэродром «Хмеймим», российский военный самолёт Су-30 совершил кратковременный, на несколько секунд, заход в турецкое воздушное пространство.
Турецкой стороне в воскресенье 4 октября российским военным ведомством были направлены соответствующие разъяснения через аппарат военного атташе при посольстве Турции в Москве.
Авиабаза «Хмеймим» находится примерно в 30 км от сирийско-турецкой границы. При определённых климатических условиях заход на аэродром осуществляется с севера. Поэтому данный инцидент — следствие неблагоприятных погодных условий в этом районе.
— Министерство обороны РФ
МИД Турции обвинил Россию в повторном нарушении воздушных границ в воскресенье, 4 октября. Министерство обороны России дало свои разъяснения, а президент России Владимир Путин принёс извинения президенту Турции Реджепу Эрдогану.

### Сбитие самолёта ВКС России нарушивших госграницу Турции 24 ноября 2015
24 ноября 2015 года при выполнении боевого задания над территорией Сирии вблизи границы с Турцией ракетой «воздух-воздух» с самолёта «F-16» ВВС Турции был сбит российский самолёт Су-24, который нарушил государственную границу Турции. Самолёт рухнул на территории Сирии в 4 километрах от турецкой границы. Оба пилота катапультировались. Лётчик Олег Пешков погиб при спуске на парашюте в результате обстрела с земли, а штурман Константин Мурахтин был эвакуирован на авиабазу Хмеймим.

### Преследование самолётом МиГ-29 группы из восьми турецких F-16
Генеральный штаб Турции заявил о захвате и сопровождении в качестве цели 5 октября истребителем МиГ-29 в районе сирийско-турецкой границы турецких самолётов F-16. По словам турецких военных, восемь самолётов F-16 проводили патрулирование вдоль границы между Сирией и Турцией. Во время выполнения этого задания неопознанным (предположительно — сирийским) МиГ-29 в течение 4 минут 30 секунд турецкие самолёты были захвачены в качестве цели на своём радаре. Кроме того, системами ПВО, размещёнными на территории Сирии, эти же турецкие самолёты были захвачены в качестве целей на радаре на 4 минуты 15 секунд.
Министерство обороны Российской Федерации дало разъяснения в связи с нарушением самолётом ВКС России воздушного пространства Турции, заявив, что к российской авиагруппе это происшествие отношения иметь не может, так как самолётов данного типа на авиабазе «Хмеймим» нет.

### Визуальный контакт Су-30СМ с самолётами ВВС США в небе над Сирией 10 октября 2015
Представители ВВС США выразили серьёзную обеспокоенность в связи со сближением 10 октября до визуального контакта российского и американского самолётов в небе над Сирией. Представительство МО РФ дало разъяснения по данному вопросу на сайте Министерства обороны РФ, подтвердив факт визуального контакта самолёта Су-30СМ, сопровождавшего группу своих самолётов в качестве истребителя прикрытия:

Действительно, 10 октября группа наших самолётов под прикрытием истребителя Су-30СМ выполняла боевую задачу по уничтожению одного из объектов террористической группировки ИГИЛ в провинции Алеппо. При выдвижении в район система предупреждения об облучении, которыми оснащены все наши самолёты, зафиксировала излучение от неизвестного летательного объекта. Наш истребитель повернул и подлетел на расстояние около двух-трёх километров, не с целью кого-то напугать, а чтобы идентифицировать данный объект и его принадлежность. После чего российский Су-30СМ вернулся в боевую группу для выполнения задачи.

### Нарушение государственной границы Израиля самолётами ВКС России в ноябре 2015 года
Министр обороны Израиля Моше Яалон заявил о нарушении воздушных границ самолётом ВКС России, который, по словам министра, по ошибке залетел на полтора километра вглубь Израиля. Израильтяне не стали сбивать российский военный самолёт.

### Удар по военнослужащим Турции 9 февраля 2017 года
9 февраля 2017 года российская авиация нанесла удар по турецким военным в районе города Эль-Баб. Трое военных погибли, 11 ранены. Инцидент стал следствием несогласованности действий сторон. Президент России Владимир Путин выразил соболезнования президенту Турции Реджепу Тайипу Эрдогану.

## Потери
- 24 ноября 2015 года при выполнении боевого задания над территорией Сирии вблизи границы с Турцией ракетой «воздух-воздух» с самолёта «F-16» ВВС Турции был сбит российский самолёт Су-24, который нарушил государственную границу Турции. Самолёт упал на территорию Сирии в 4 километрах от границы с Турцией. Оба пилота катапультировались. Лётчик подполковник Олег Пешков погиб при спуске на парашюте в результате обстрела с земли, штурман капитан Константин Мурахтин был эвакуирован на авиабазу Хмеймим[92][93].

- 24 ноября 2015 года, в ходе проводившейся на месте падения Су-24 поисково-спасательной операции, огнём с земли был подбит вертолёт Ми-8АМТШ, который совершил вынужденную посадку и был позднее уничтожен огнём противника. В результате обстрела погиб российский морской пехотинец Александр Позынич, находившийся на борту вертолёта[100][101].
- 12 апреля 2016 года в районе города Хомс потерпел аварию вертолёт Ми-28Н, оба члена экипажа погибли. Предварительная причина крушения — ошибка пилотирования[102][103].
- 8 июля 2016 года был подбит в воздухе ударный вертолёт Ми-35М в районе Пальмиры. Погибли командир 55-го отдельного вертолётного полка армейской авиации ВКС полковник Ряфагать Хабибуллин и лётчик-оператор лейтенант Евгений Долгин.[104]
- 3 ноября 2016 года вертолёт Ми-35М был уничтожен миномётным обстрелом на земле во время вынужденной посадки. Инцидент произошёл в районе Хувейсиса (мухафаза Хомс). Экипаж не пострадал[105][106].
- 10 октября 2017 г. при совершении разгона на взлет с аэродрома авиабазы «Хмеймим» для выполнения боевого задания выкатился за пределы взлетно-посадочной полосы и разбился самолёт Су-24. Экипаж самолёта (Юрий Копылов и Юрий Медведков) не успел катапультироваться и погиб[107].
- 3 февраля 2018 года под Идлибом из ПЗРК был сбит штурмовик Су-25. Лётчик майор Роман Филипов катапультировался и погиб в бою с террористами Джебхат ан-Нусра[108].
- 6 марта 2018 года при заходе на посадку на аэродроме Хмеймим, не долетев до взлётно-посадочной полосы около 500 м, потерпел катастрофу транспортный самолёт Ан-26. Погибли 33 пассажира и 6 членов экипажа. Предварительная причина крушения — техническая неисправность[109].

- В ночь на 18 сентября 2018 года израильская авиация атаковала сирийские объекты в районе города Латакия. Сирийские подразделения ПВО, пытаясь отразить удары с помощью ЗРК С-200, сбили российский самолёт радиоэлектронной разведки и радиоэлектронной борьбы Ил-20, заходивший в это время на посадку на авиабазе Хмеймим. Все 15 человек, находившиеся на борту, погибли. Минобороны РФ в своём заявлении возложило ответственность за гибель российского самолёта на израильские самолёты, которые осуществляли заход на цели на малой высоте со стороны Средиземного моря, фактически прикрываясь российским самолётом, и подставили его под огонь сирийской ПВО[110][111][112].

## Отличившиеся военнослужащие

### Удостоены звания Герой России
- Пешков Олег Анатольевич — подполковник, начальник службы безопасности полётов Липецкого авиацентра. Указом Президента РФ № 574 от 25 ноября 2015 года присвоено звание Герой Российской Федерации (посмертно).
- Романов Виктор Михайлович — полковник, старший штурман-испытатель лётно-испытательного центра 929-го ГЛИЦ. Указом Президента РФ от 17 марта 2016 года присвоено звание Герой Российской Федерации[113].
- Дьяченко Андрей Александрович — майор, заместитель командира эскадрильи 47-го смешанного авиационного полка 105-й гвардейской смешанной авиационной дивизии 6-й армии ВВС и ПВО. Указом Президента РФ от 17 марта 2016 года присвоено звание Герой Российской Федерации[113].
- Филипов Роман Николаевич — гвардии майор, заместитель командира эскадрильи 187-го гвардейского штурмового авиационного полка 4-й армии ВВС и ПВО. Указом Президента РФ № 55 от 06 февраля 2018 года присвоено звание Герой Российской Федерации (посмертно).

| - Смирнов Сергей Александрович, заместитель генерального директора — директор филиала ПАО "Авиационная холдинговая компания «Сухой» «Новосибирский авиационный завод имени В. П. Чкалова» Указом Президента России 17 марта 2016 года награждён Орденом «За заслуги перед Отечеством» IV степени. - Мурахтин Константин Валерьевич — капитан, штурман экипажа самолёта Су-24 из состава авиационной группы ВКС России в Сирии: за мужество, отвагу и самоотверженность, проявленные при исполнении воинского долга, Указом Президента РФ № 574 от 25 ноября 2015 года награждён Орденом Мужества. - Позынич Александр Михайлович — матрос морской пехоты ВМФ России, входил в состав группы поиска и спасения сбитых экипажей из состава авиационной группы ВКС России в Сирии: за мужество, отвагу и самоотверженность, проявленные при исполнении воинского долга, Указом Президента РФ № 574 от 25 ноября 2015 года награждён Орденом Мужества. Посмертно. - Захаров Андрей Иванович, майор, штурман 47-го смешанного авиационного полка 105-й гвардейской смешанной авиационной дивизии 6-й армии ВВС и ПВО Указом Президента России 17 марта 2016 года награждён Орденом Мужества. - Якунин Ярослав Николаевич, подполковник, заместитель командира полка по лётной подготовке 120-го отдельного смешанного авиационного полка 11-й армии ВВС и ПВО Указом Президента России 17 марта 2016 года награждён Орденом Мужества. |

| Медалью ордена «За заслуги перед Отечеством» II степени с мечами Указом Президента России 17 марта 2016 года награждены: - Канорский Антон Павлович, майор, командир авиационного звена 120-го отдельного смешанного авиационного полка 11-й армии ВВС и ПВО; - Цветков Сергей Владимирович, капитан, старший лётчик авиационного звена авиационной эскадрильи (на «Су-24м») 98-го отдельного смешанного авиационного полка 45-й армии ВВС и ПВО. Медалью ордена «За заслуги перед Отечеством» II степени Указом Президента России 17 марта 2016 года награждены: - Веселова Елена Николаевна, старший лейтенант, инженер отделения сигнализации 1073-го Центра управления (Воздушно-космических сил). |

## В массовой культуре
- Гимн авиабазы Хмеймим «По самому прямому назначению» (музыка и слова Николая Анисимова)[114];
- Студия военных художников имени М. Б. Грекова создала 42 картины, отражающих службу российских военнослужащих в Сирии[115];
- Песня «Верните память» (музыка и слова Марал Якшиева и Мария Захарова);
- Песня «Хмеймимский вальс» (музыка Александра Трушина, слова Владимира Силкина)[116].

## Источники

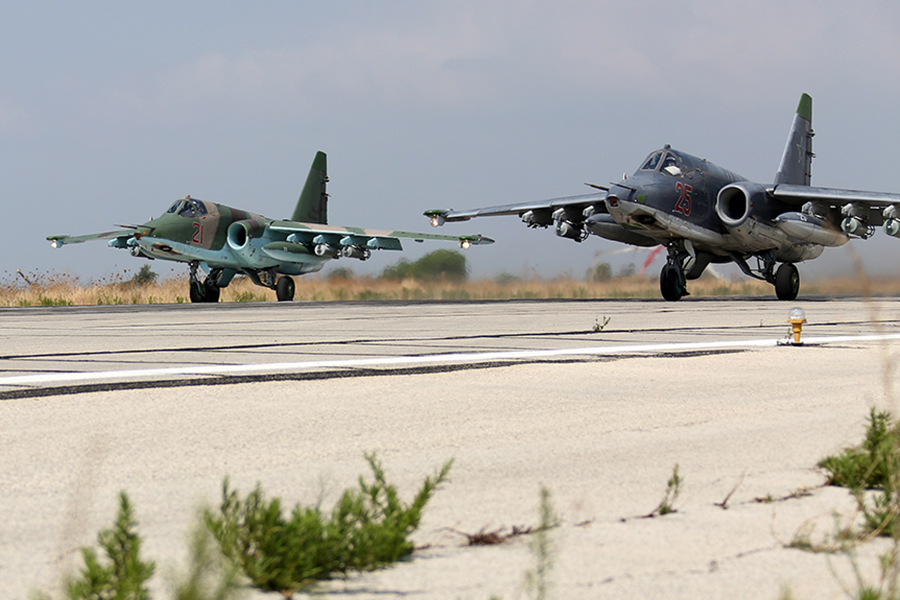
Су-25 в Латакии, 3 октября 2015